# Elegia marlothii
Elegia marlothii är en gräsväxtart som först beskrevs av Neville Stuart Pillans, och fick sitt nu gällande namn av Moline och Hans Peter Linder. Elegia marlothii ingår i släktet Elegia och familjen Restionaceae. Inga underarter finns listade i Catalogue of Life.